# 夏川えり
夏川 えり（なつかわ えり、1990年1月25日 - ）は、日本のAV女優。

## 略歴
2008年9月に『素晴らしいカラダ kira★kiraデビュー』でAVデビュー。
2009年 森崎杏那（もりさき あんな）に改名。
2016年 秋場莉緒（あきば りお）に再改名。

## 出演作品

### アダルトビデオ
夏川えり（えり）名義
2008年
- 素晴らしいカラダ kira☆kiraデビュー（9月19日、kira☆kira）
- デビュー18歳 いきなり撮るんです （10月21日、h.m.p）
- えり（11月13日、無垢）
- kira☆kiraALLSTARS ビキニGAL☆ 巨乳乱交SPECIAL（11月22日、kira☆kira）共演：Marin.、石川みずき、愛菜りな、渋谷あすか、平井柚葉、仲村ろみひ
- Tokyo流儀 73 （12月2日、プレステージ）
- Can College 32 （12月11日、プレステージ）
- 巨乳黒ギャルレズ責め乱交 集団人妻痴女 （12月19日、クロス）共演：彩花ゆめ、横山翔子、手嶋真奈美、菅原朱美
- 激選 4時間 ズコバコまる見え開脚ファック2（12月21日、ビデオバンク）他出演：明日花キララ、雨音レイラ、松下桃香、石原莉奈羽田夕夏、つぼみ、澄川ロア、星アンジェ、香坂百合※総集編
- ニューハーフ桜ノ宮てんまの女喰い （12月25日、TRANS CLUB）共演：桜ノ宮てんま、小坂めぐる、前田窓花

2009年
- 「ワザと看護師にせんずりを見せつけたらヤられるか？」 VOL.5 活動休止Ver.（1月1日、DANDY）他出演:秋山杏奈 他
- CHARISMA★MODEL特別編 -SEX ON THE BEACH- Vol.6（1月19日、kira☆kira）
- 刺青美人女教師の、女子校生巨乳ギャルレズビアン漬けアクメ調教（1月19日、アンナと花子）共演：如月薫
- 素人援交生中出し 49（1月31日、プラム）
- ザ・ギャルナン 05（2月19日、グローリークエスト）他出演:長谷川ココ 他
- 恵比寿人妻中出しナンパ （3月13日、TMA）他出演：押切なな、神谷りの、七瀬かすみ
- kira☆kira フェラチオ学園祭 Vol.3（3月19日、kira☆kira）他出演：月野りさ、Marin.、蒼木ゆきな、真田リサ、美空あやか、小宮ゆい、松阪みるく、上原まみ、福山まりな、新垣ありな、丘川紫音、小坂舞彩、平井柚葉、佐田あゆみ
- ヌキだおれ！！SEXフルコース4時間（4月21日、ビデオバンク）他出演：明日花キララ、波多野結衣、春風えみ、桐島ひかり、叶志穂、石原莉奈、星アンジェ ※総集編
- FELLATIO FESTIVAL 13（6月1日、アイデアポケット）他出演：星野あかり、黒澤エレナ、みづき伊織、向井ゆうき、愛原つばさ 他

森崎杏那 名義
2009年
- コスりつけ好き美巨乳ギャルは競泳水着で感じちゃうド変態。（9月19日、エンペラー/妄想族）
- 射精しまくる女大好き♥ニューハーフ（9月25日、TRANS CLUB）共演：白山ゆり、宝生優果、如月優奈、深田聖美

2010年
- 白衣のいいなり天使 あんな（6月7日、カルマ）

2012年
- ウラ美少女3周年記念 全70タイトル完全網羅 SUPER BEST 8時間（1月7日、カルマ）他出演：つくし、小宮まいみ、希咲あや、水野貴恵、ましおるか、梨果メリア 他 ※総集編

2013年
- 爆乳アスリート競泳水着8時間2枚組 競泳水着専門激イキ生乳パイズリ濃厚ファックいいとこ撮りスペシャル!!（10月19日、エンペラー/妄想族）他出演：美神さゆり、中森玲子、愛あいり、電琴子、姫咲れん 他 ※総集編

秋場莉緒 名義
2016年
- 緊縛近親相姦 義父に飼育される嫁 ひとつ屋根の下で暮らす父娘の歪んだ調教愛 （10月25日、グローバルメディア）